# Hannibal (film)
Hannibal is een Amerikaanse film uit 2001 geregisseerd door Ridley Scott. Het is een thriller gebaseerd op het derde boek uit de trilogie van auteur Thomas Harris. Deze film vertelt het verhaal van Hannibal Lecter. In de film spelen onder meer Anthony Hopkins, Julianne Moore en Giancarlo Giannini.
Deze derde Hannibal Lecter-film is het vervolg op The Silence of the Lambs. Anthony Hopkins kruipt voor de tweede maal in de rol van Hannibal. Julianne Moore vervangt Jodie Foster als Clarice Starling. In tegenstelling tot The Silence of the Lambs, zijn er significante afwijkingen met het boek.

## Verhaal
Na zijn ontsnapping uit de inrichting (zie The Silence of the Lambs van Thomas Harris uit 1988 en de verfilming in 1991) is seriemoordenaar Dr. Hannibal Lecter inmiddels al jaren ondergedoken in Florence. Mason Verger, een oud-slachtoffer van Lecter probeert hem terug te lokken naar Amerika, om wraak te kunnen nemen. Hij gebruikt hiervoor het enige waar Lecter in geïnteresseerd is: FBI-agente Clarice Starling. Verger wil Lecter, als wraak voor zijn opgelopen verminkingen, door varkens laten opeten.
Starling moet inmiddels bij een mislukte inval vijf mensen doodschieten, waarna de hoge ambtenaar Paul Krendler haar wederom op de zaak-Lecter zet. Het spoor leidt uiteindelijk naar Florence, waar de Italiaanse hoofdinspecteur Pazzi Lecter weet te traceren voor Starling dit kan, aan de hand van een opname van een beveiligingscamera. Pazzi besluit in plaats van de FBI en zijn eigen meerderen in te lichten, Lecter aan Verger te verkopen.
De avond dat Lecter gevangen zou moeten worden, loopt het mis. Lecter beseft dat Pazzi hem heeft herkend en verkocht, en neemt hem te grazen. Lecter hangt Pazzi na de benodigde informatie uit hem te hebben gekregen op aan een elektriciteitsdraad aan het Palazzo Vecchio. 520 jaar geleden werd een van zijn voorvaderen daar ook opgehangen. Lecter ontsnapt aan de Sardijnse door Verger betaalde misdadigers die hem al opwachten waarbij hij er één doodt, en vlucht terug naar de Verenigde Staten.
Krendler werkt Starling inmiddels nog steeds tegen. Ook hij wil Lecter bezorgen aan Verger, en speelt al lange tijd tegen betaling gevoelige informatie aan hem door. Hij gaat zelfs zo ver dat hij voor Verger tegen betaling van $500.000 Starling op non-actief zet.
Uiteindelijk komt Lecter in handen van Verger. Starling weet hem echter te bevrijden. Ze probeert hem weg te krijgen van zijn gruwelijke straf maar raakt bewusteloos. Cordell Doemling, Vergers verzorger die door Verger getiranniseerd wordt, doodt op suggestie van Lecter zijn werkgever door deze zelf voor de varkens te werpen, en te zeggen dat Lecter de dader was.
Lecter neemt Starling mee naar zijn schuilplaats. Als straf voor Krendler neemt Lecter hem gevangen en met uiterste precisie maakt hij het schedeldak los, terwijl Starling gedwongen toekijkt. Vakkundig snijdt hij een deel van Krendlers hersenen af, paneert ze en bakt ze, waarna hij een deel aan Krendler zelf voert en een deel bewaart voor later. Starling waarschuwt de politie, maar Lecter weet ternauwernood te ontsnappen.

## Rolverdeling

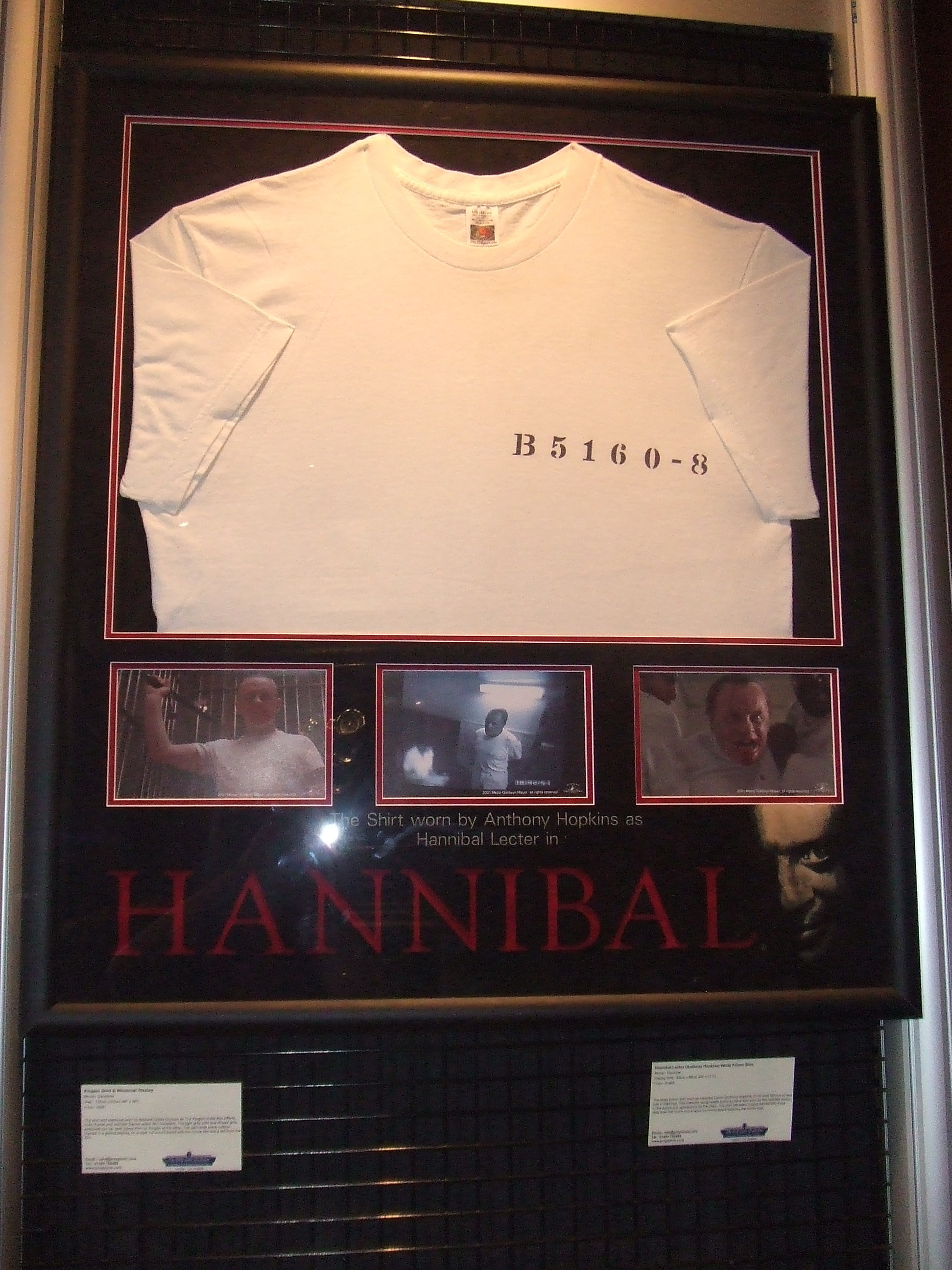
Hannibal Lecter-T-shirt gedragen door Hopkins in de film, tentoongesteld in het London Film Museum

| Acteur             | Personage                |
| ------------------ | ------------------------ |
| Anthony Hopkins    | Hannibal Lecter          |
| Julianne Moore     | Clarice Starling         |
| Gary Oldman        | Mason Verger             |
| Ray Liotta         | Paul Krendler            |
| Frankie Faison     | Barney Matthews          |
| Giancarlo Giannini | Inspecteur Rinaldo Pazzi |
| Francesca Neri     | Allegra Pazzi            |
| Željko Ivanek      | Dr. Cordell Doemling     |

## Muziek
De muziek van de film staat op het album "Original Motion Picture Soundtrack: Hannibal" van Hans Zimmer en bevat de volgende nummers:
| Nr. | titel                                                                                               | lengte |
| --- | --------------------------------------------------------------------------------------------------- | ------ |
| 1   | Dear Clarice                                                                                        | 6:02   |
| 2   | Aria Goldberg Variations (uitgevoerd door Glenn Gould, compositie van Johann Sebastian Bach)        | 1:14   |
| 3   | The Capponi Library                                                                                 | 1:14   |
| 4   | Gourmet Valse Tartare                                                                               | 6:50   |
| 5   | Avarice                                                                                             | 3:54   |
| 6   | For A Small Stipend                                                                                 | 0:55   |
| 7   | Firenze Di Notte                                                                                    | 3:09   |
| 8   | Virtue                                                                                              | 4:37   |
| 9   | Let My Home Be My Gallows                                                                           | 10:00  |
| 10  | The Burning Heart                                                                                   | 4:24   |
| 11  | To Every Captive Soul                                                                               | 6:50   |
| 12  | Vide cor meum (gezongen door Danielle de Niese en Bruno Lazzaretti, compositie van Patrick Cassidy) | 4:20   |